# Дольняк, Гжегож
Гжегож Мацей Дольняк (пол. Grzegorz Maciej Dolniak; 17 февраля 1960, Бендзин, Польша — 10 апреля 2010, около аэродрома Смоленск-Северный, Смоленск, Россия) — польский политический деятель, депутат Сейма IV-го, V и VI созывов. Погиб в авиакатастрофе польского президентского самолёта ТУ-154, разбившегося под Смоленском.

## Биография
Родился 17 февраля 1960 года в Бендзине.
В 1979 году окончил IV Общеобразовательный лицей им. Ханки Савицкой в Кельце. В 1984 году окончил факультет организации и управления Экономической академии в Катовице. С 1984 по 1991 год работал на станкостроительном заводе в городе Домброва-Гурнича. В 1991 году организовал собственный бизнес.
Впервые был избран в Сейм Республики Польша 4 созыва на парламентских выборах 2001 года по спискам партии «Гражданская платформа». На парламентских выборах в 2005 году избран депутатом Сейма 5 созыва. В Сейме 5 созыва был председателем комитета по внутренним делам и администрации, также был заместителем руководителя парламентской фракции «Гражданская платформа». На досрочных парламентских выборах 2007 года был избран депутатом Сейма 6 созыва. С 2009 года являлся заместителем председателя парламентского комитета по внутренним делам и администрации. Со 2 по 9 октября 2009 года исполнял обязанности руководителя парламентской фракции «Гражданская платформа» после отстранения Збигнева Хлебовского и до избрания Гжегожа Схетыны.
10 апреля 2010 года в составе польской делегации, возглавляемой Президентом Польши Лехом Качиньским, направился в Россию с частным визитом на траурные мероприятия по случаю 70-й годовщины Катынского расстрела. При посадке на аэродром Смоленск-Северный самолёт разбился. В авиакатастрофе не выжил никто.
22 апреля 2010 года был похоронен на кладбище возле костёла Святой Троицы в Бендзине.

## Семья
Вдова — Барбара Дольняк. От брака имел дочь Патрицию.
В 2015 году Барбара Дольняк была избрана вице-маршалом Сейма 8 созыва.